# Tiguipa
Tiguipa (лат.) — род песочных ос из подсемейства Bembicinae (триба Heliocausini). Неотропика (Аргентина, Боливия, Парагвай). Известно 4 вида.

## Описание
Мелкие осы (длина около 10 мм). Отличаются следующими признаками: дорсолатеральные углы пронотального воротничка заострены, омаулюс хорошо выражен; самки с двумя шпорами на средних голенях; внутренние края глаз отчётливо сходятся вверху, заднебоковой косой скутальный киль отсутствует. Основная окраска чёрная с жёлтыми и красновато-коричневыми отметинами. Относится к трибе Heliocausini  Handlirsch, 1925.
- Tiguipa argentina  (Brèthes, 1913)
- Tiguipa fiebrigi  (Brèthes, 1909)
- Tiguipa joergenseni  (Brèthes, 1913)
- Tiguipa mendozana  (Brèthes, 1913)